# Aston Martin DBS
Der Aston Martin DBS ist ein Gran Turismo des britischen Automobilherstellers Aston Martin. Das erste Modell dieses Namens wurde von 1967 bis 1972 gebaut. Er ist der Vorläufer des bis 1989 gebauten Aston Martin V8.

## Geschichte
Der DBS war der Nachfolger des etablierten Aston Martin DB6. Der Wagen unterschied sich von seinem Vorgänger vor allem durch eine gänzlich neu gestaltete Karosserie sowie durch eine neue Aufhängung; der Motor hingegen blieb zunächst unverändert.
Die Entscheidung, den DB6 zu ersetzen, fiel 1966. Geplant war, seinen Nachfolger von Anfang an mit einem neuen Motor zu verkaufen. Ein Achtzylinder-Triebwerk befand sich seit einiger Zeit in der Entwicklung. Prototypen des Motors wurden bereits 1967 getestet und sogar bei Renneinsätzen erprobt. Dabei stellte sich allerdings heraus, dass das neue Triebwerk nicht zuverlässig war und noch einiger Entwicklungsarbeit bedurfte. Aston Martin stellte das neue, DBS genannte Coupé, das technisch schon für den Achtzylinder-Motor konzipiert war, daher notgedrungen zunächst mit dem bewährten Sechszylindermotor aus dem DB6 vor. Erst zwei Jahre später ging auch der Achtzylinder unter dem Namen DBS V8 in den Verkauf. Eine Zeit lang wurden beide Modelle parallel angeboten.
Der Name des neuen Autos wurde mit DBS (anstelle des eigentlich zu erwartenden DB7) bewusst gewählt. Die Bezeichnung sollte an ein knappes, zweisitziges Coupé namens Aston Martin DBSC erinnern, das die Carrozzeria Touring im Sommer 1965 präsentiert hatte und das von der Öffentlichkeit positiv aufgenommen worden war.
Das DBS Coupé wurde bis zum Frühjahr 1972 verkauft. Nachdem David Brown das Unternehmen im Februar 1972 an Company Developments veräußert hatte, wurde die Bezeichnung DBS aufgegeben, um so jeden Hinweis auf David Brown auszulöschen. Im April 1972 erschien ein Nachfolgermodell. Der DBS V8 wurde danach mit veränderter Frontpartie als Aston Martin V8 verkauft, während der DBS mit dem Sechszylindermotor durch den Aston Martin Vantage abgelöst wurde, der äußerlich dem V8 vollständig glich. Der V8 blieb bis 1988 im Programm und wurde zu einem der erfolgreichsten Modelle der Marke. Die Sechszylinderversion Vantage wurde hingegen bereits 1973 ersatzlos eingestellt.

## DBS

### Karosserie

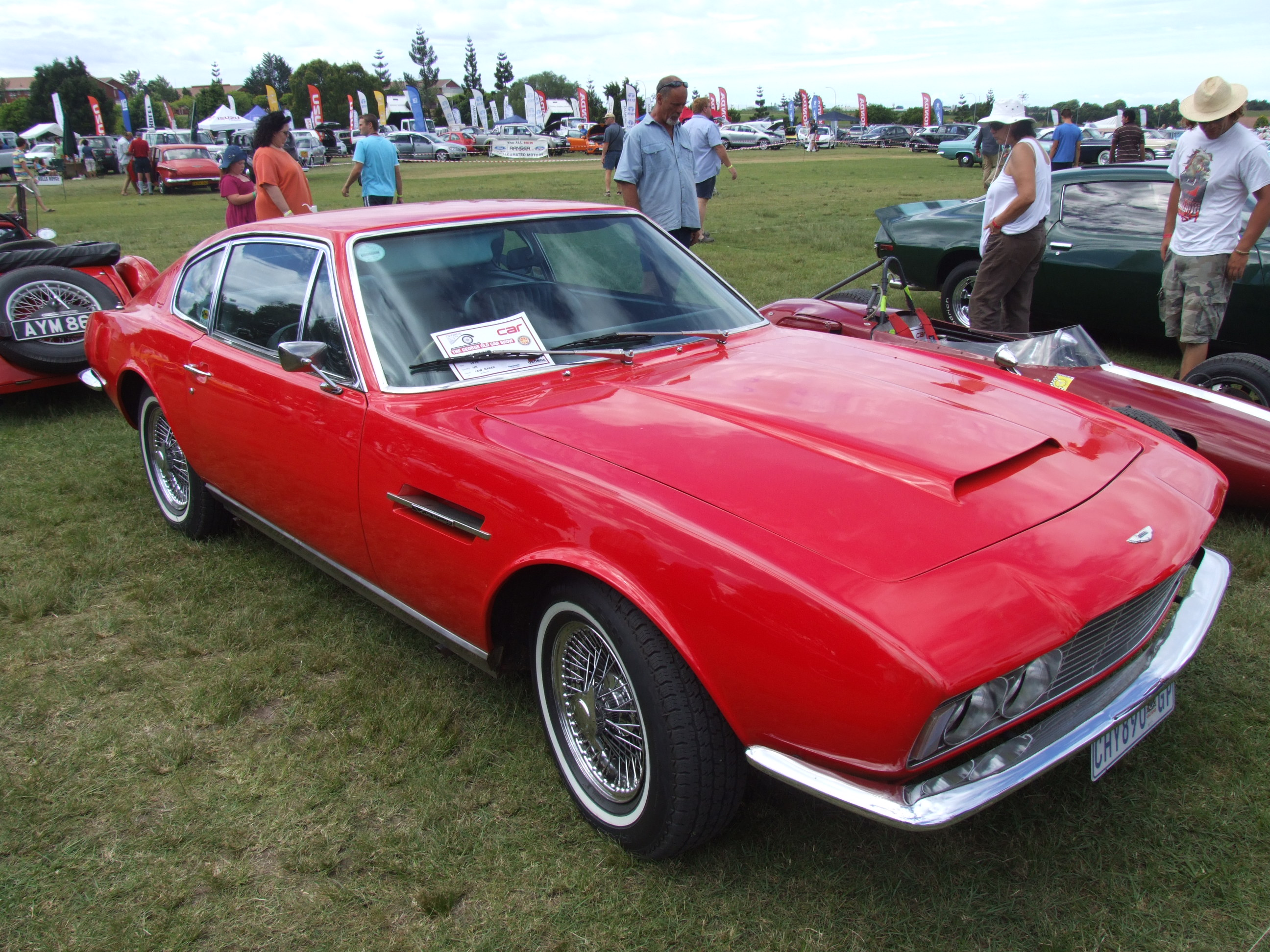
Aston Martin DBS Vantage (1967–1972)

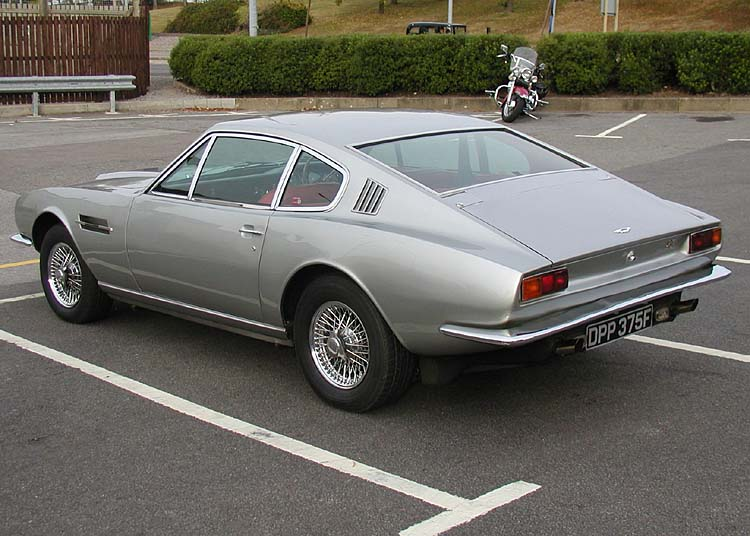
Heckansicht des Vantage

Mit dem Entwurf einer Karosserie wurde zunächst erneut die Carrozzeria Touring in Mailand beauftragt, die auch die Modelle DB4, DB5 und DB6 entworfen hatte. Touring fertigte zwei Prototypen eines rein zweisitzigen Coupés, die im Oktober 1966 auf dem Pariser Automobilsalon präsentiert wurden. Beide Entwürfe, die sich im Detail unterschieden, waren vergleichsweise unelegant, sodass sich David Brown gegen die Serienfertigung dieses Modells entschied.
Der zweite Entwurf kam sodann aus dem eigenen Haus. Verantwortlich war nunmehr William Towns, ein ehemaliger Designer der Rootes-Gruppe, den Aston Martin in den frühen 1960er-Jahren anfänglich für die Gestaltung von Sitzen eingestellt hatte. In den Quellen hält sich der Hinweis darauf, dass Towns von Anfang an eine viertürige und eine zweitürige Version geplant hatte. Die viertürige Version soll zuerst gestaltet worden sein, bevor dieser Entwurf in einem zweiten Schritt zu einem zweitürigen Coupé verkürzt wurde. Towns sei der Meinung gewesen, es sei einfacher, einen Viertürer zu verkürzen als einen Zweitürer (für eine spätere Limousinen-Version) nachträglich zu verlängern.
Das Coupé trug ein langsam abfallendes Fließheck mit knappen hinteren Seitenscheiben. Die Seitenlinie war leicht geschwungen; der Rücken des Wagens war als Abrissheck gestaltet. Insgesamt wirkte der Entwurf kraftvoll und eigenständig. Kritische Beobachter wollen aber eine Ähnlichkeit mit amerikanischen Muscle Cars erkennen; namentlich die Seitenansicht weckt Erinnerungen an den Ford Mustang der ersten Serie. William Towns hingegen erklärte Jahrzehnte später, er habe sich vom Chevrolet Camaro inspirieren lassen.
Ein besonderes Merkmal des Towns-Entwurfs waren die vier in den Kühlergrill integrierten Rundscheinwerfer. Am Heck wurden Rückleuchten vom Hillman Hunter installiert.
Towns’ Karosserieentwurf wurde schnell vom Aston-Martin-Management akzeptiert. Er bildete die Grundlage für alle Aston-Martin-Modelle, die in den folgenden 20 Jahren entstanden.

### Technik
Der DBS hatte ein stark überarbeitetes Fahrwerk des DB6, das in den Dimensionen so verändert wurde, dass es einen Achtzylinder-Motor aufnehmen konnte. Die altertümliche Hinterachskonstruktion des DB6 wurde durch eine De-Dion-Achse mit Wattgestänge und Längslenkern ersetzt, vorne gab es Dreiecksquerlenker, Schraubenfedern und Kurvenstabilisator.

### Motor
Der DBS war notgedrungen zunächst nur mit dem aus dem DB6 bekannten Sechszylinder von Tadek Marek verfügbar. Der Motor leistete in der Basisversion 207 kW (282 PS), aber es gab auch einen DBS Vantage mit 239 kW (325 PS) zum gleichen Preis. Der Vantage erhielt eine auf 9,4 : 1 erhöhte Verdichtung und wurde von regulär drei Doppelvergasern gespeist. Wahlweise gab es daneben eine Version mit Benzineinspritzung, die die Leistung allerdings nicht merklich erhöhte. Insgesamt war der DBS auch in der Vantage-Version langsamer als der DB6, da er schwerer und aerodynamisch ungünstiger gestaltet war als das alte Modell. Der Kunde konnte zwischen einer BorgWarner-Automatik oder einer 5-Gang-Handschaltung wählen.

### Produktion
Der Aston Martin DBS wurde auf dem Pariser Automobilsalon 1967 der Öffentlichkeit vorgestellt; unmittelbar danach begann der Verkauf. Der DB6 wurde als Coupé und als Volante eine Zeit lang parallel produziert; Ende 1970 wurde die veraltete Baureihe indes endgültig eingestellt.
Das DBS Coupé wurde bis zum Sommer 1972 unter der Bezeichnung Aston Martin DBS verkauft. In dieser Zeit entstanden 787 Autos mit dem Sechszylindermotor. Der Nachfolger wurde als Vantage vermarktet. Er kombinierte die Karosserie des 1972 neu vorgestellten Aston Martin V8 mit dem bekannten Sechszylinderreihenmotor.
Der Aston Martin DBS war sehr teuer. In der Schweiz wurde der Wagen 1969 zum Preis von 62.000 Schweizer Franken angeboten. Für den gleichen Betrag bekam man einen Maserati Mexico, und ein Ferrari 365 GT 2+2 war für 65.500 Schweizer Franken zu haben. Gemessen daran, waren die Fahrleistungen des DBS aus der Sicht vieler Kunden enttäuschend.

## DBS V8
Mit dem Aston Martin DBS V8 wurde 1969 endlich das Auto präsentiert, das Aston Martin bereits 1967 hatte anbieten wollen: ein attraktiv gestaltetes Coupé mit einem zeitgemäßen, leistungsstarken Achtzylinder.

### Motor

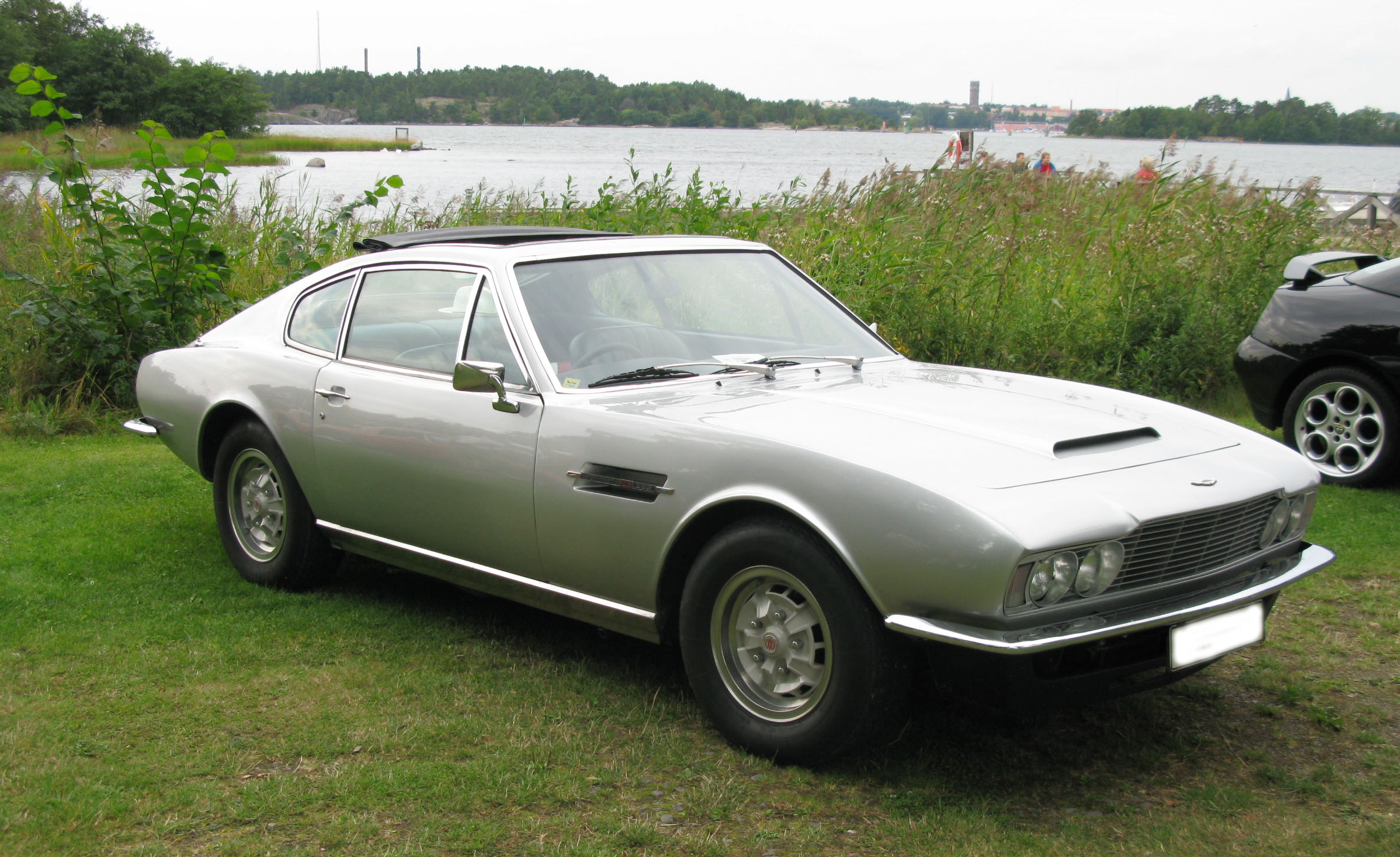
Aston Martin DBS V8 (1969–1972)

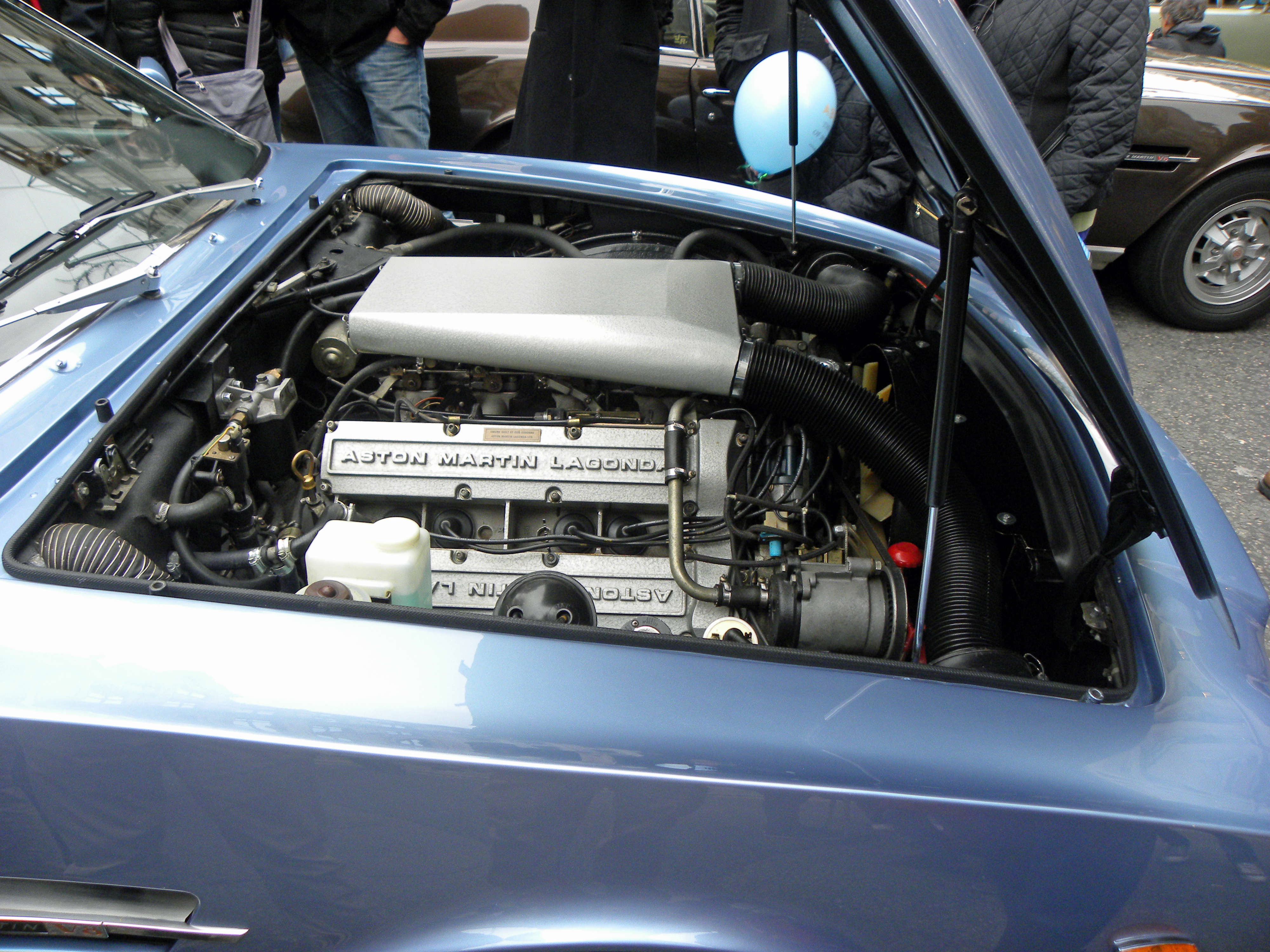
V8-Motor des DBS

Auf der London Motor Show im September 1969 präsentierte Aston Martin den DBS V8 mit einem neuen, aus Leichtmetall hergestellten Achtzylinder-Motor, dessen Ursprünge auf das Jahr 1965 zurückgehen. Das Triebwerk war erneut von Tadek Marek entwickelt worden und orientierte sich in Grundzügen noch an dessen Sechszylindermotor. Insbesondere wurde die Bohrung des Sechszylinders (96 Millimeter) beibehalten, damit kostensparend die gleichen Kolben verwendet werden konnten. Der Motor hatte einen Hubraum von 5,3 Litern und gab in seiner ersten Fassung 350 PS ab. Er war in der zurückliegenden Zeit bereits umfangreich getestet worden, unter anderem bei einem (erfolglosen) Renneinsatz in einem Lola T70. Mit diesem Triebwerk war der Aston Martin DBS V8 mehr als 240 km/h schnell. Allerdings war der Verbrauch ausgesprochen hoch. Die deutsche Fachzeitschrift auto motor und sport ermittelte 1970 einen Verbrauch von 28 Litern auf 100 Kilometer.
Äußerlich unterschied sich der DBS V8 nur geringfügig von dem Sechszylinder-Modell. Er trug ebenfalls das DBS-Gesicht mit den zwei runden Doppelscheinwerfern.

### Produktion
Der Aston Martin DBS V8 wurde von 1970 bis 1972 in 402 Exemplaren hergestellt. Für eine kurze Zeit wurde er parallel zum DBS, zum DB6 und zum DB6 Volante gebaut. Nach Ende der David-Brown-Ära erhielt das Modell eine neue Frontpartie und wurde unter dem Namen Aston Martin V8 Saloon verkauft.

## Sondermodelle

### Shooting Brake
Das britische Karosseriewerk Coachwork FLM Panelcraft stellte 1971 als Einzelstück einen zweitürigen Kombi auf der Basis des Aston Martin DBS her. Es handelte sich um eine Arbeit im Auftrag eines schottischen Adligen. Das Fahrzeug wurde von dem bekannten Sechszylinder-Modell angetrieben. Besonderes Merkmal war ein verchromter Gepäckträger, der die gesamte Länge des Dachs einnahm und dafür vorgesehen war, unter anderem Angelruten zu transportieren. Anders als bei den vorangegangenen Modellen auf Basis der DB5 und DB6 harmonierte die geschwungene Gürtellinie allerdings nicht mit dem ansonsten gradlinigen Heckaufbau. Die einteilige Heckklappe stammte von der Kombiversion des Hillman Hunter.

### Limousine
1969 ließ sich David Brown eine viertürige Limousine auf der Basis des DBS herstellen. Das war eine Karosserieversion, die im Design-Konzept von William Towns schon von Anfang an angelegt war. Das Fahrzeug wurde als Lagonda DBS V8 bezeichnet. Das Auto war bereits mit dem Achtzylinder des DBS ausgestattet. Es blieb zunächst ein Einzelstück, bis 1974 das neue Aston-Martin-Management die Serienproduktion der Limousine aufnahm. Das Fahrzeug – nunmehr mit der Frontpartie des Aston Martin V8  – wurde unter dem Namen Aston Martin Lagonda verkauft. Insgesamt wurden zwischen 1974 und 1976 nur sieben dieser Fahrzeuge hergestellt.

## Motorsport

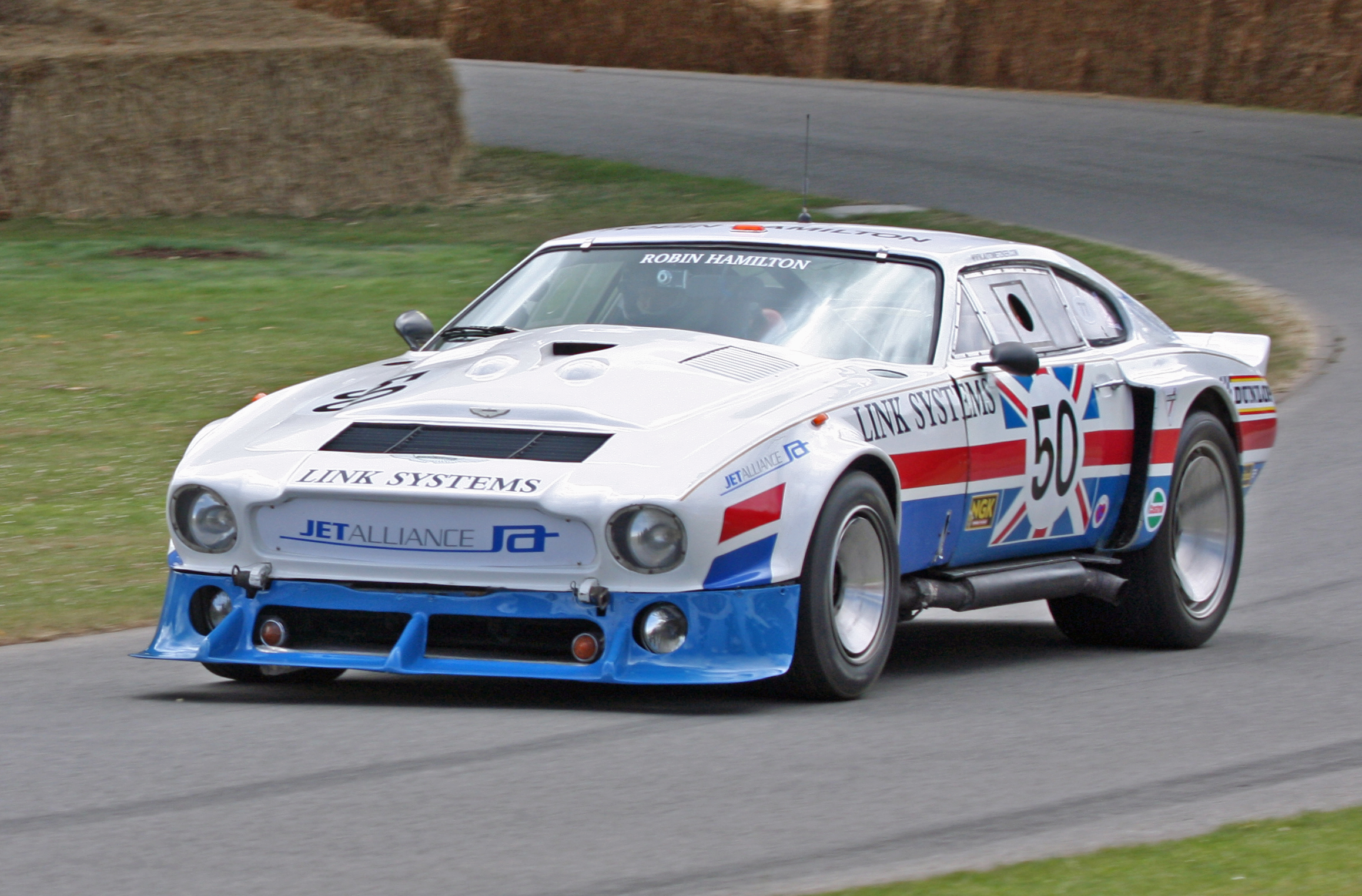
Robin Hamiltons Aston Martin RHAM1

Mit dem DBS kehrte der Name Aston Martin in die Welt der Sportwagenrennen zurück. Der Aston-Martin-Händler Robin Hamilton präparierte mit Werksunterstützung einen privaten DBS für die Teilnahme an Langstreckenrennen. Das Auto, das im Laufe der 1980er-Jahre kontinuierlich weiterentwickelt wurde, erhielt 1974 die Fahrgestellnummer RHAM1. Es hatte eine im Vergleich zu den Serienmodellen aerodynamisch überarbeitete, nach vorn geneigte Frontpartie und war mit dem 5,3 Liter großen Achtzylindermotor mit anfänglich vier Weber-Vergasern ausgestattet. Die Leistung des Motors wurde mit 520 PS angegeben; die Höchstgeschwindigkeit betrug 303 km/h.
Hamilton meldete das Auto zum 24-Stunden-Rennen von Le Mans 1977. Nach Einstufungs- und Qualifizierungsproblemen wurde es letztlich zum Rennen zugelassen. Fahrer waren Hamilton und Mike Salmon. Sie beendeten das Rennen auf dem 17. Gesamtrang. Für das 24-Stunden-Rennen von Le Mans 1978 rüstete Hamilton den Motor des RHAM1 mit einem Turbolader aus. Damit sollte die Leistung auf 800 PS steigen. Der aufgeladene Motor verbrauchte bei einer Testfahrt 120 Liter Benzin auf 100 Kilometer. Da der RHAM1 in dieser Form nicht konkurrenzfähig war, zog Hamilton die Meldung kurz vor Rennbeginn zurück. Im folgenden Jahr war der RHAM1 mit einer Benzineinspritzung versehen. Hamilton und Derek Bell hatten hier mit dem Übergewicht des Autos und zu schwach dimensionierten Bremsen zu kämpfen. Nach drei Stunden gab das Team auf.

## Technische Daten
|                      | Aston Martin DBS Coupé (1967–1972) | Aston Martin DBS Vantage Coupé (1967–1972) | Aston Martin DBS V8 Coupé (1969–1972) |
| Zylinder/Motorbauart | Sechszylinder-Reihenmotor          | Sechszylinder-Reihenmotor                  | Achtzylinder-V-Motor                  |
| Hubraum              | 3995 cm³                           | 3995 cm³                                   | 5340 cm³                              |
| Leistung bei min−1   | 201 kW (282 PS)/5500               | 239 kW (325 PS)/5500                       | 261 kW (350 PS)/5500                  |
| Drehmoment bei min−1 | 390 Nm/3850                        | 390 Nm/3850                                | 568 Nm/3500                           |
| Antrieb              | Hinterrad                          | Hinterrad                                  | Hinterrad                             |
| Getriebe             | 5-Gang-Schaltung                   | 5-Gang-Schaltung                           | 5-Gang-Schaltung                      |
| Getriebe             | BorgWarner-Automatik               | BorgWarner-Automatik                       | 3-Stufen-Automatik                    |
| 0–60 mph (0–97 km/h) | 7,1 s                              | 7,1 s                                      | 7,1 s (0–100 km/h)                    |
| Vmax                 | 225 km/h                           | 225 km/h                                   | 241,7 km/h                            |
| Treibstoff           | Super                              | Super                                      | Super                                 |
| Leergewicht          | 1588 kg                            | 1588 kg                                    | 1840 kg                               |
| Neupreis             | 4.473 £                            | 4.473 £                                    | 5.281 £                               |

## Trivia
- Der DBS wurde von James Bond 1969 im Film Im Geheimdienst Ihrer Majestät gefahren. In diesem Bondauto gab es keine Spezialeinbauten wie beim früher benutzten Aston Martin DB5. In der letzten Szene des Films wird die Frau von James Bond, Tracy, im Wagen erschossen. Im Film Diamantenfieber mit Sean Connery in der Hauptrolle, sieht man einen DBS im Hintergrund einer Telefonat-Szene. Dort wird der Wagen gerade mit Raketen bestückt. Der Aston Martin DBS Superleggera On Her Majesty’s Secret Service (OHMSS) Special Edition aus dem Jahr 2019 wurde aufgrund des 50-jährigen Bestehens des Films als Reminiszenz an den Filmwagen aufgelegt.

- In der Fernsehserie Die 2 fährt Roger Moore in der Rolle des Lord Brett Sinclair einen DBS, der optisch als DBS V8 hergerichtet war. Die Farbe war „Bahama Yellow“.

## Marktsituation
Der Aston Martin DBS mit dem Sechszylindermotor ist ein unterbewerteter Klassiker. Auf dem Oldtimer-Markt steht er deutlich im Schatten des V8, sodass sich eine aufwendige Restauration aus wirtschaftlicher Sicht nur selten lohnt. Gut erhaltene DBS waren 2009 für Preise um 40.000 Euro zu erhalten.